# Serra del Pitxell
La Serra del Pitxell és una serra situada al municipi d'Oliola a la comarca de la Noguera, amb una elevació màxima de 489 metres.